# Virgílio Romano

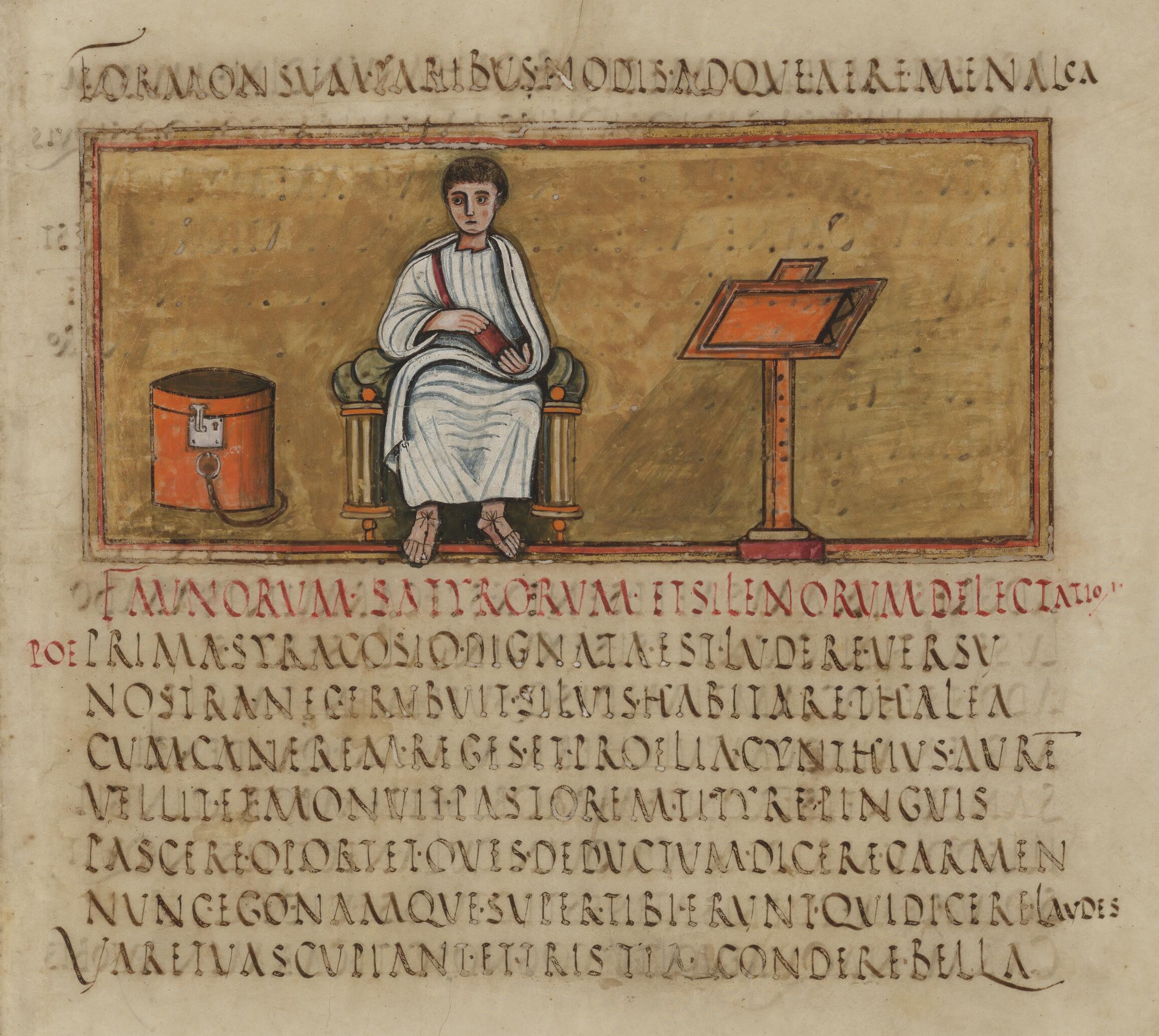
Folio 14 recto do Virgílio Vaticano - contém um retrato de Virgílio.

Virgílio Vaticano (em latim: Vergilius Romanus; Vaticano, Biblioteca Apostólica Vaticana, Cod. Vat. lat. 3867) é uma iluminura do século V que ilustra trabalhos de Virgílio. Contém a Eneida, as Geórgicas e algumas Bucólicas. É um dos mais antigos e mais importantes manuscritos de Virgílio. 